# Dorothy Dandridge
Dorothy Jean Dandridge (Cleveland, 9 novembre 1922 – West Hollywood, 8 settembre 1965) è stata un'attrice e cantante statunitense, candidata all'Oscar per la miglior attrice nel 1954.

## Biografia
Nata a Cleveland, nell'Ohio, figlia dell'attrice Ruby Dandridge e di Cyril Dandridge, ebanista e ministro della chiesa. La madre aveva già una figlia, Vivian, nata da una precedente relazione.
Dopo il divorzio dal marito, la madre si trasferì in un appartamento, dove da sola dovette crescere e mantenere le due figlie, lavorando come donna delle pulizie, senza però rinunciare alle sue aspirazioni artistiche di cantante nelle chiese e di attrice in gruppi teatrali locali.
Un'amica di famiglia, Geneva Williams, insegnò a Dorothy e Vivian a suonare il pianoforte e a perfezionarsi nel ballo e nel canto. Vedendo i progressi delle bambine, Geneva e la madre progettarono un futuro artistico per loro, e sotto il nome di "The Wonder Children" intrapresero un tour nelle chiese del sud degli Stati Uniti. Le Wonder Children divennero un affare redditizio, sotto la supervisione di Geneva e con la madre che le faceva da manager.
Con l'inizio della Grande depressione, il lavoro iniziò a diminuire, e la madre si trasferì ad Hollywood in cerca di fortuna guadagnandosi da vivere con piccoli lavori in radio e nel cinema. Qui conobbe un impresario che fece crescere la popolarità delle figlie, che ora di presentavano al pubblico sotto il nome di "The Dandridge Sisters", esibendosi di locali importanti come il Cotton Club e l'Apollo Theater di New York. Nel frattempo Dorothy iniziava a ottenere come attrice bambina le prime apparizioni nel cinema, in numeri musicali con le sorelle o da sola come cantante: nel 1935 in un cortometraggio della serie Simpatiche canaglie e nel 1937 in Un giorno alle corse dei fratelli Marx. 

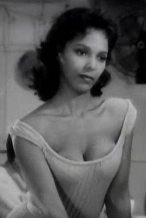
Dorothy Dandridge in Infamia sul mare (1958)

Le sorelle Dandridge intrapresero un tour in Europa, che però fu drasticamente ridotto a causa dello scoppio della Seconda guerra mondiale. Tornarono a Hollywood, dove gli impegni iniziavano a scarseggiare, e Dorothy decise di intraprendere la carriera da solista.

### Carriera cinematografica
Negli anni quaranta la Dandridge ottenne i primi ruoli cinematografici in film come La sera prima del divorzio, Inferno nel deserto e La riva dei peccatori, rifiutando sempre quelle parti che stereotipavano la gente di colore, raffigurati spesso come camerieri e domestici. Verso la fine degli anni quaranta tornò a cantare esibendosi e trovando successo nelle discoteche della California. Questa nuova popolarità le permise di lavorare nuovamente per il cinema. Nel 1951 ottenne infatti il ruolo della regina della giungla in Tarzan sul sentiero di guerra.
Nel 1954 il regista e scrittore Otto Preminger la ingaggiò per il ruolo da protagonista nel musical Carmen Jones, adattamento cinematografico dell'omonimo musical teatrale. Le parti cantate della Dandridge furono doppiate da Marilyn Horne. Il film fu un successo di pubblico e critica e la Dandridge ottenne una candidatura ai Premi Oscar 1955, diventando così la prima donna afroamericana ad essere candidata all'Oscar alla miglior attrice e terza persona afroamericana a essere candidata per il prestigioso premio. L'Oscar fu vinto da Grace Kelly per La ragazza di campagna. La Dandrige partecipò alla cerimonia consegnando l'Oscar al miglior montaggio a Gene Milford per Fronte del porto.
La Dandridge divenne una diva, acquistò una villa a Los Angeles e il suo volto finì sulle riviste più importanti. Nel novembre del 1954 fu la prima donna afroamericana ad ottenere la copertina della rivista Life. Le furono attribuiti diversi amori, veri o presunti. Dopo Carmen Jones, recitò nei film L'isola nel sole e Infamia sul mare. Nel 1959 si cimentò con un altro musical Porgy and Bess, ma nonostante i grandi nomi, Sidney Poitier e Sammy Davis Jr., il film fu un flop. Ciononostante fu candidata al Golden Globe per la migliore attrice. Da lì a poco sarebbe iniziato il declino della sua carriera cinematografica.

### Morte

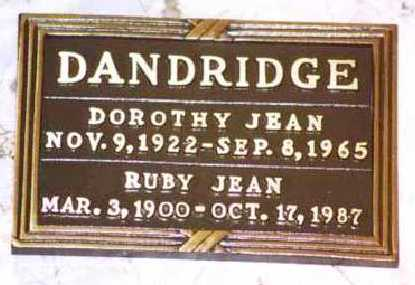
Targa sul mausoleo che ricorda Dorothy Dandridge

L'8 settembre 1965 la Dandridge aveva parlato al telefono con l'amica ed ex cognata Garaldine "Geri" Branton: il giorno dopo avrebbe dovuto prendere un aereo per New York per preparare uno spettacolo a Basin Street East, ma, dopo molte ore da quella conversazione telefonica, il suo corpo senza vita fu trovato dal suo manager, Earl Mills. Aveva solo 42 anni.
Due mesi più tardi un istituto di patologia di Los Angeles diagnosticò come causa del decesso un'overdose accidentale di imipramina, un antidepressivo triciclico. Ma il coroner della contea di Los Angeles pervenne ad una conclusione diversa: "La signorina Dandridge è morta per una rara embolia, causata dall'ostruzione del passaggio di sangue ai polmoni ed al cervello da parte di piccoli pezzi di grasso sfaldatisi dal midollo osseo a seguito di una frattura del piede destro occorsale durante le riprese di un film ad Hollywood cinque giorni prima”.
I funerali si svolsero il 12 settembre in forma privata presso la Little Chapel of the Flowers; il corpo fu cremato e le sue ceneri furono sepolte al Freedom Mausoleum del Forest Lawn Memorial Park a Glendale (California).

### L'eredità
Molti anni passarono prima che l'industria del cinema riconoscesse il reale contributo dato dall'attrice. A partire dagli anni ottanta, attrici e cantanti come Cicely Tyson, Jada Pinkett Smith, Halle Berry, Janet Jackson, Whitney Houston e Angela Bassett, grazie al contributo della Dandridge, riuscirono ad ottenere ruoli di maggior rilievo e spessore per le persone di colore. Per il suo contributo all'industria cinematografica, Dorothy Dandridge ha una stella nella Hollywood Walk of Fame al 6719 di Hollywood Boulevard.
Nel 1999 l'attrice Halle Berry ha impersonato la Dandridge nel film televisivo della HBO Vi presento Dorothy Dandridge, per il quale ha vinto un Emmy Award, un Golden Globe e un Screen Actors Guild Award. Successivamente la Berry vinse l'Oscar alla miglior attrice per Monster's Ball - L'ombra della vita, premio che dedicò alla Dandridge e ad altre attrici di colore, come Lena Horne e Diahann Carroll, che contribuirono a spianare la strada alle donne afroamericane nel cinema.

## Vita privata
Il 6 settembre 1942 sposò il ballerino e intrattenitore Harold Nicholas. Un anno dopo, il 2 settembre 1943, diede alla luce una bambina, Harolyn Suzanne Nicholas, nata con disturbi psichici. Nell'ottobre del 1951 i due divorziarono. Dopo la lavorazione di Carmen Jones, ebbe una relazione con il regista Preminger. La coppia visse la relazione di nascosto, poiché il regista all'epoca era sposato e soprattutto perché la loro unione interrazziale avrebbe suscitato scalpore.
Il 22 giugno 1959 si sposò con Jack Denison. Tra accuse di abusi domestici e problemi finanziari, la coppia divorziò nel 1962. Dopo il divorzio la Dandridge andò incontro a gravi problemi finanziari e, sull'orlo della bancarotta, fu costretta a vendere la sua villa di Hollywood, mettere la figlia in un istituto per malattie mentali, e trasferirsi in un piccolo appartamento all'8495 Fountain Avenue di West Hollywood. Con la carriera ormai arenata, ebbe un esaurimento nervoso e iniziò ad abusare di alcolici. Tentò invano di risollevare la propria carriera, e fu vicina ad interpretare il ruolo principale in Cleopatra (1963), poi affidato a Elizabeth Taylor.

## Filmografia
- Teacher's Beau, cortometraggio, regia di Gus Meins (1935)
- The Big Broadcast of 1936, regia di Norman Taurog (1935) - The Dandridge Sisters
- Easy to Take, regia di Glenn Tryon (1936) - The Dandridge Sisters
- Un giorno alle corse (A Day at the Races), regia di Sam Wood (1937)
- It Can't Last Forever, regia di Hamilton MacFadden (1937) - The Dandridge Sisters
- Snow Gets in Your Eyes, cortometraggio, regia di Will Jason (1938) - The Dandridge Sisters
- Going Places (1938), regia di Ray Enright - The Dandridge Sisters
- Irene, regia di Herbert Wilcox (1940) - The Dandridge Sisters
- Four Shall Die, regia di William Beaudine e Leo C. Popkin (1940)
- La riva dei peccatori (Lady from Louisiana), regia di Bernard Vorhaus (1941)
- Serenata a Vallechiara (Sun Valley Serenade) (1941)
- Inferno nel deserto (Sundown) (1941)
- Passaggio a Bahama (Bahama Passage) (1941)
- Gianni e Pinotto tra i cowboys (Ride 'Em Cowboy) (1942)
- La sera prima del divorzio (The Night Before the Divorce) (1942)
- Drums of the Congo (1942)
- Night in New Orleans (1942)
- Il disertore (Lucky Jordan), regia di Frank Tuttle (1942)
- Da quando te ne andasti (Since You Went Away) (1944)
- Atlantic City (1944)
- Tarzan sul sentiero di guerra (Tarzan's Peril) (1951)
- Bright Road, regia di Gerald Mayer (1953)
- Carmen Jones, regia di Otto Preminger (1954)
- L'isola nel sole (Island in the Sun) (1957)
- La rivolta dell'Esperanza (Tamango), regia di John Berry (1958)
- Infamia sul mare ( The Decks Ran Red) (1958)
- Porgy and Bess (1959)
- Avventura a Malaga (Moment of Danger) (1960)

## Discografia parziale

### Raccolte
- 1999 Smooth Operator (Verve Records, CD)

### Singoli
- Somebody/Stay With It (Verve Records, 7")

## Riconoscimenti
- Premio Oscar
  - 1955 – Candidatura alla miglior attrice per Carmen Jones
- Golden Globe
  - 1960 – Miglior attrice in un film commedia o musicale per Porgy and Bess
- BAFTA
  - 1956 – Candidatura alla miglior attrice straniera per Carmen Jones
- Laurel Awards
  - 1960 – Candidatura alla miglior attrice per Porgy and Bess
- Hollywood Walk of Fame
  - 1983 – Stella

## Doppiatrici italiane
Nelle versioni in italiano dei suoi film, Dorothy Dandridge è stata doppiata da:
- Rosetta Calavetta in Carmen Jones, L'isola nel sole
- Vittoria Febbi in Infamia sul mare